# IBM PALM
IBM PALM Processor (Put All Logic in Microcode) je 16bitový procesor (CPU) vyvinutý společností IBM. Byl použit v předchůdcích IBM PC – IBM 5100 Portable Computer, IBM 5110 a IBM 5120. Pravděpodobně byl také použit v jiných produktech IBM jako integrovaný řadič.
Přestože společnost IBM označovala PALM jako mikroprocesor, nejednalo se však o mikroprocesor v obvyklém smyslu (tvořený jedním integrovaným obvodem), ale o procesor, který provádí mikrokód pro implementaci instrukční sady vyšší úrovně. Procesor PALM byla deska s plošnými spoji obsahující 13 bipolárních hradlových polí ve čtvercových kovových pouzdrech, 3 běžné obvody TTL v pouzdrech dual in-line a 1 obvod v kulatém kovovém pouzdře.
PALM byl použit k implementaci emulátoru, který mohl provádět strojové instrukce jiných procesorů; tímto způsobem na něm fungoval IBM System/360 APL.
PALM má 16bitovou datovou sběrnici se dvěma dodatečnými paritními bity. PALM může přímo adresovat 64 KB (64 KiB) paměti. IBM 5100 mohl mít více než 64 kilobajtů (APL + BASIC ROM tvoří 64+ KB) spustitelného ROS (ROM) a až 64 KB RAM. K rozšíření adresního prostoru se používalo jednoduché schéma přepínání bank. 
V roce 1973 vyvinulo vědecké středisko IBM Los Gatos Scientific Center prototyp přenosného počítače nazvaný SCAMP (Special Computer APL Machine Portable) založený na procesoru PALM s kompaktní kazetovou mechanikou Philips, malým CRT displejem a úplnou klávesnicí.